# Guerra tra Artigas e Ramírez
 La guerra tra Artigas e Ramírez fu un conflitto scoppiato nel 1820 nelle Province Unite del Río de la Plata tra il governatore della Provincia Orientale e capo della Liga Federal, José Gervasio Artigas, e il suo ex luogotenente ad Entre Ríos, Francisco Ramírez. La vittoria di quest'ultimo, in alleanza con il governatore di Santa Fe, Estanislao López, sul governo unitario di Buenos Aires aveva provocato profondi dissidi con quello che era stato fino ad allora il suo comandante, reduce dalla sconfitta nella guerra seguita all'invasione luso-brasiliana della Banda Oriental; il desiderio di autonomia di Ramírez portò ad un inevitabile conflitto con Artigas.
La guerra, che può essere inserita nel contesto più ampio delle guerre civili argentine, si concluse in pochi mesi con la vittoria di Ramírez. Artigas, sconfitto, fu costretto ad auto-esiliarsi in Paraguay, sparendo per sempre dalla vita politica.

## Antefatti
I contrasti insorti durante la guerra d'indipendenza argentina tra José Gervasio Artigas, che aveva assunto il comando della rivoluzione nella Banda Oriental, e il governo di Buenos Aires avevano portato il primo ad abbandonare con le sue truppe l'assedio di Montevideo, occupata ancora dagli spagnoli; la vittoria ad El Espinillo sull'esercito inviato dal Direttore Supremo Posadas, oltre che dare inizio alla guerra civile, fece guadagnare al caudillo orientale il favore delle province limitrofe. La sconfitta unitaria nella battaglia di Guayabos del 10 gennaio 1815 costrinse il nuovo Direttore Supremo, Carlos María de Alvear, ad ordinare l'abbandono di Montevideo, strappata agli spagnoli il giugno precedente; la città passò nelle mani di Artigas il 27 febbraio 1815.
Con la vittoria del caudillo orientale, le sue idee si propagarono presto nelle altre province; Artigas accolse inviati arrivati da Santa Fe e da Córdoba, pronti a firmare un accordo unendosi a Corrientes, Entre Ríos e Misiones, di fatto già alleate della Provincia Orientale. Tra il marzo del 1814 e l'aprile del 1815 Artigas fu nominato Protettore da tutte le componenti della Liga Federal, costituitasi su base federalista per contrastare il dominio del governo unitario di Buenos Aires. In questo contesto, l'invasione luso-brasiliana della Provincia Orientale, intrapresa da Carlos Frederico Lecor nel 1816, poté contare sulla neutralità del Direttorio, quando non sulla complicità di alcune personalità influenti di Buenos Aires.
Con Artigas impegnato nella resistenza all'esercito invasore, il Direttore Supremo Juan Martín de Pueyrredón cercò di approfittare delle circostanze per riprendere il controllo delle province ribelli. Il luogotenente del Protettore ad Entre Ríos, Eusebio Hereñú, fu convinto a passare con parte delle sue truppe al fianco di Buenos Aires, che inviò in suo aiuto un esercito al comando di Luciano Montes de Oca; Francisco Ramírez, che fino ad allora era stato a capo delle milizie fedeli ad Artigas nella regione del fiume Uruguay, riuscì a sconfiggerlo con l'aiuto di alcuni rinforzi provenienti da Santa Fe il 25 dicembre 1817. Pochi mesi dopo Ramírez riuscì a fermare un'altra invasione, condotta nel marzo del 1818 dal generale unitario Marcos Balcarce, trasformandosi in tal modo nel padrone assoluto della provincia. Nel frattempo, nella vicina Santa Fe, un'insurrezione depose il governatore Mariano Vera, indeciso tra il cedere alle lusinghe di Buenos Aires e il rimanere fedele ad Artigas, per rimpiazzarlo con il più deciso federalista Estanislao López.
Dopo aver sconfitto Hereñú, Ramírez inviò un contingente guidato dal fratellastro Ricardo López Jordán a dare aiuto al nuovo governatore di Santa Fe, che all'inizio del 1819 dovette affrontare tre nuovi tentativi di invasione promossi dal Direttorio. Nell'ottobre dello stesso anno Artigas, che aveva pianificato un nuovo attacco contro il territorio brasiliano, chiese a Ramírez e López di marciare su Buenos Aires; ad essi affiancò alcune truppe reclutate a Corrientes e Misiones e guidate dall'irlandese Pedro Campbell. La campagna si concluse con la vittoria dell'esercito federale nella battaglia di Cepeda, che pose fine all'esperienza del Direttorio. Di fronte al rifiuto da parte di Ramírez e López di trattare con i rappresentanti del precedente governo, il cabildo di Buenos Aires nominò un proprio governatore, Manuel de Sarratea, e lo incaricò di raggiungere un accordo di pace.
Il trattato del Pilar fu firmato il 23 febbraio 1820. Nelle sue clausole Artigas era citato solo in qualità di Comandante Generale della Provincia Orientale e non più come Protettore dei Popoli Liberi nonché capo militare della Liga Federal; non si faceva inoltre alcun accenno alla guerra contro l'esercito luso-brasiliano, invitando al contrario il caudillo orientale a trovare un accordo. Ramírez firmò l'accordo come governatore di Entre Ríos pur non essendolo formalmente. Una clausola segreta impegnava Buenos Aires a fornirgli armi e denaro per far fronte ad ogni nemico comune; nella situazione che si era venuta a creare, tale intesa non poteva che essere rivolta contro lo stesso Artigas.
Dopo la decisiva sconfitta di Andrés Latorre a Tacuarembó, il caudillo orientale era stato costretto ad abbandonare la lotta contro gli invasori luso-brasiliani e a trasferirsi sulla sponda occidentale del fiume Uruguay, ad Avalos, nel territorio di Corrientes. Venuto a conoscenza dell'accordo raggiunto al Pilar, strinse a sua volta un patto con le province che, pur avendo combattuto a Cepeda, erano rimaste fuori dalla trattativa: Misiones e Corrientes. Il patto di Avalos fu firmato il 24 aprile 1820 e costituiva un'alleanza difensiva e offensiva tra le tre province, che riconoscevano ad Artigas il ruolo di capo politico e militare.

## Il conflitto
Il 7 maggio 1820 Artigas diede l'ordine di dare l'avvio alle ostilità contro il suo ex luogotenente. Il comandante militare di Misiones, Francisco Javier Sití, invase il territorio di Entre Ríos alla testa di 1500 uomini, sconfiggendo ad Arroyo Grande una colonna nemica al comando di Gervasio Correa; presto si incorporò alla spedizione lo stesso Artigas, portando gli effettivi a 2000-2500 soldati.
Ramírez, che era andato incontro all'esercito invasore, fu sconfitto il 13 giugno nella battaglia di Las Guachas e costretto a ritirarsi nella città di Paraná. Pur avendo subito anch'egli gravi perdite, Artigas marciò verso il quartier generale del suo nemico dopo aver ricevuto il rinforzo di una divisione di 800 soldati provenienti da Corrientes; il caudillo orientale, che aveva ai suoi ordini 2000 uomini, fu sconfitto il 24 giugno nella battaglia della Bajada del Paraná da Ramírez, che disponeva soltanto di 600-700 soldati di cavalleria e 320 fanti, arrivati come rinforzo da Buenos Aires agli ordini del comandante Lucio Mansilla. Artigas si ritirò nei pressi del torrente Sauce de Luna, inseguito dalle truppe del vincitore; il 17 luglio queste sorpresero la retroguardia nemica, guidata dal comandante José López (chiamato López Chico), e la sconfissero nella battaglia di Sauce de Luna.
Le truppe di Ramírez vinsero ancora alcuni scontri minori contro gli alleati indigeni di Artigas nelle località di Yuquerí e Mandisoví, mentre López Chico fu sconfitto nuovamente sulle sponde del Mocoretá. La situazione convinse Sití ad abbandonare il campo del caudillo orientale e a prendere accordi con il nemico, mentre Méndez, governatore di Corrientes, fu deposto dal cabildo cittadino. Pensando che il conflitto stesse giungendo al termine, Ramírez abbandonò il grosso del suo esercito per trasferirsi sul fiume Paraná; fu sostituito da Gregorio Píriz, che sorprese Artigas e la sua scorta, costringendolo ad una precipitosa fuga in seguito allo scontro di Osamentas. In seguito si impossessò dell'accampamento di Avalos, respingendo poi nella località di María Grande una forza di 200 soldati di cavalleria correntini che cercavano di unirsi al comandante orientale. Píriz riuscì a catturare un cannone, oltre che armi, munizioni e approvvigionamenti destinati al nemico; fu inoltre raggiunto da una pattuglia di transfughi del campo avverso, che gli portarono prigionieri due uomini molto vicini ad Artigas, Monterroso e Ventura Martínez. Convinto anch'egli della conclusione della guerra raggiunse infine Ramírez sul Paraná.
Raccolto un corpo di 600 uomini, Artigas unì le sue forze a quelle di Méndez e fece marcia su Curuzú Cuatiá; a lui si unì una colonna inviatagli contro da Sití e passata presto nel campo avverso. Dopo aver conquistato la città, il comandante orientale si diresse verso il porto di Goya, venendo respinto. Si diresse così verso il territorio di Misiones, cingendone d'assedio la capitale del tempo, Asunción del Cambay, difesa da una guarnigione di 200 uomini. Contro di lui si unirono le truppe di Francisco Sití e di Gregorio Píriz, che lo sorpresero e lo sconfissero, costringendolo ad abbandonare l'assedio per ritirarsi nuovamente sul Mocoretá, inseguito dai nemici. Riuscendo ad eludere la caccia, il 5 settembre riuscì ad attraversare il Paraná per riparare in Paraguay, dopo avere rifiutato l'amnistia proposta dai portoghesi (con l'offerta di esilio a Rio de Janeiro) e le offerte di asilo del console statunitense a Montevideo.

## Conseguenze
Dopo essere entrato in territorio paraguaiano, Artigas fu condotto sotto sorveglianza ad Asunción; l'anno successivo il dittatore José Gaspar Rodríguez de Francia lo inviò al confino a Curuguaty, dove rimase fino al marzo del 1845, quando il successore di Francia, Carlos Antonio López, lo trasferì ad Ybiray, nelle campagne vicine alla capitale. Qui morì il 23 settembre 1850.
Uscito vincitore dal conflitto, Ramírez proclamò nel novembre del 1820 la creazione della Repubblica di Entre Ríos, che comprendeva le province di Corrientes e Misiones. Le mire del nuovo uomo forte del litorale rioplatense, che cominciò ad essere chiamato Supremo Entrerriano, e la presenza nelle acque del suo territorio della squadriglia precedentemente appartenuta a Buenos Aires, con la quale Ramírez poteva imporre diritti di transito alle altre province, furono però presto causa di un nuovo confronto armato.
Mentre si svolgeva la guerra tra Artigas e Ramírez, infatti, Buenos Aires e Santa Fe avevano riaperto le ostilità; la sconfitta di Manuel Dorrego nella battaglia di Gamonal aveva portato in breve Martín Rodríguez, esponente della grande borghesia mercantile, alla massima carica provinciale a Buenos Aires. Con la mediazione di Juan Bautista Bustos, arrivato al potere a Córdoba, il nuovo governatore stipulò un accordo di pace con Estanislao López, il trattato di Benegas, per mezzo del quale Santa Fe riceveva a titolo di indennizzo capi di bestiame e un pagamento mensile; le clausole segrete assicuravano a López 2000 soldati e l'appoggio della flotta di Buenos Aires. Il patto finì per rendere lettera morta il precedente trattato del Pilar, gettando le basi per il conflitto tra Ramírez e López.
Lo scontro cominciò nel marzo del 1821 con l'invasione del territorio di Santa Fe da parte del Supremo Entrerriano e si concluse con la sconfitta di Ramírez che, rimasto isolato in territorio ostile, fu raggiunto il 10 luglio sul Río Seco da una pattuglia nemica. Ucciso, la sua testa imbalsamata fu esposta da López nel cabildo di Santa Fe.